# Silverio Galicia García
Silverio Galicia García är en ort i kommunen Temoaya i delstaten Mexiko i Mexiko. Samhället hade 893 invånare vid folkräkningen 2020. Silverio Galicia García ligger strax söder om San Diego Alcalá.